# Surchandarjinský vilájet
Surchandarjinský vilájet je jeden z vilájetů (regionů) Uzbekistánu. Leží na jihovýchodě země, přičemž sousedí s Kaškadarjinským vilájetem na severozápadě, Tádžikistánem na severu a východě, Turkmenistánem na západě a Afghánistánem na jihu. Region je pojmenován po řece Surchandarja, která oblastí protéká. Hlavním městem regionu je Termiz, dalším významným městem je druhé nejlidnatější město regionu Denov. V roce 2022 zde žilo 2 743 201 obyvatel, z nichž 80 % žilo na venkově; asi 83 % obyvatel regionu tvoří Uzbekové a 13 % Tádžikové.
V oblasti panuje kontinentální podnebí. Poměrně rozsáhlý je zde těžební průmysl; těží se zde zejména ropa, zemní plyn a uhlí. Dále je v regionu významné zemědělství; pěstuje se zde typicky bavlna, ale také například různé obilniny. V regionu je rovněž významné pastevectví. V regionu se nachází nejvyšší hora Uzbekistánu nesoucí název Khazret Sultan a leží zde také jediný říční přístav ve Střední Asii. Region se dělí na 14 okresů a celkem osm měst.